# 児童合唱
児童合唱（じどうがっしょう）とは、変声期前の児童のみで歌唱する合唱をいい、そうした合唱団を児童合唱団（じどうがっしょうだん）という。本項では男女児童による混声合唱について記述する。男子児童のみの合唱については少年合唱を参照。
なお本項では、クラシック音楽における児童合唱について重点的に説明するが、日本のポピュラー音楽についても後述する。

## 概要
声域は高音部のみで、ソプラノとアルトに分かれる。3部に分かれる場合は、ソプラノとアルトの間にメゾソプラノが置かれる。声域は女声合唱に比してやや狭いがほぼ重なる、大人の女声合唱とは声質が異なるため、独特の透明感ある歌声の美しさを愛好するファンも多い。
日本国外における児童合唱団や少年合唱団とは、変声にかかわらず未成年のみの合唱団を指す。
日本国内の児童合唱団では、男子は変声期を迎える小学6年生から中学生の間に退団することが多いが、ファルセットを用いて活動する男子も見られる。女子は男子ほど変声が顕著でないため、高校生や大学生で活動する者もいる。

### 他の合唱との組み合わせ
主に管弦楽つき合唱曲や合唱つき交響曲で、大人の女声と男声の混声合唱と別に、児童合唱の声部が与えられることがある。過去にはキリスト教教会で女性の歌唱が禁じられたことから、高声部を少年が代替してきたが、現在は音楽表現の観点から選択される。
混声合唱曲で、高声部を通常の女声に代わり、児童（特に少年）が受け持つことがあり、オルフの『カルミナ・ブラーナ』や、マーラーの交響曲第8番などがある。高声部に児童合唱を指定した曲は、ストラヴィンスキーの『ミサ曲』やシベリウスの『アテネ人の歌』などがある。
それ以外の楽曲でも、混声合唱曲で女声パートを少年合唱が担当する場合があり、通常の混声合唱と異なるハーモニーを奏でる。

## 主な児童合唱団
男女児童による混声合唱団。男子児童のみの少年合唱団は「少年合唱#主な少年合唱団」を参照。

### 日本国内
- NHK東京児童合唱団
- 音羽ゆりかご会
- 少年少女合唱団みずうみ（旧：みすず児童合唱団）
- 杉並児童合唱団
- 東京少年少女合唱隊
- 西六郷少年少女合唱団
- ひばり児童合唱団
- ヤングフレッシュ
- 上高田少年合唱団（解散）

### 日本国外
- 北京天使合唱団

ほか

## 楽曲

### 主な児童合唱曲
女声合唱団の歌唱も少なくない。（）内は伴奏形態を示す。
- テレマン『学校の先生』（2ヴァイオリン、通奏低音）
- リスト『音楽を奏でて』（無伴奏）
- リムスキー＝コルサコフ『2つの児童合唱曲』（無伴奏）
- ドビュッシー『もう家のない子供たちのクリスマス』（ピアノ）
- ピエルネ『ベツレヘムの子供たち』（管弦楽）
- シベリウス『小学生の行進曲』（無伴奏）
- ラフマニノフ『6つの合唱曲』作品15（ピアノ）
- バルトーク『27の合唱曲』（無伴奏）
- コダーイ『ジプシーがチーズを食べる』（無伴奏）
- イベール『小さなこぶ牛の子守歌』（無伴奏）
- ヒンデミット『子供のための合唱曲』（無伴奏）
- プーランク『小さな声』（無伴奏）
- トマジ『真夜中のミサ』（ガルベ、オーボエ、チェレフォスタ、ヴィブラフォン、3ギター）
- ブリテン『金曜日の午後』作品7（ピアノ）、『キャロルの祭典』作品28（ハープ）、『子供の十字軍』作品82（打楽器、2ピアノ、オルガン）
- 柴田南雄『北越戯譜』作品49（篠笛、祭太鼓）
- クセナキス『ポラ・タ・ディナ』（管楽器、打楽器）、『Pu wijnuej we fyp』（無伴奏）
- ヘンツェ『聖母の子守歌』（室内楽）
- ラウタヴァーラ『子供のミサ』（弦楽）
- 間宮芳生『合唱のためのコンポジション』第4番「子供の領分」（管弦楽）、第7番「マンモスの墓」（無伴奏）、第12番「はるかなあしたから」（弦楽またはピアノ4手）、第15番「空がおれのゆくところへついてくる」（ピアノ）
- 南安雄『チコタン』（ピアノ）
- シェーファー『ミニワンカ』（無伴奏）
- 三善晃『オデコのこいつ』（ピアノ）、『オーケストラと童声合唱のための《響紋》』
- カンチェリ『ライト・ソロウ』（管弦楽）
- サリネン『文法の組曲』（管弦楽）

### 児童合唱が用いられる主なオペラ
- ビゼー『カルメン』
- フンパーディンク『ヘンゼルとグレーテル』
- ラヴェル『子供と魔法』
- ベルク『ヴォツェック』
- 團伊玖磨『夕鶴』

## 日本のポピュラー音楽
1950年代後半から1980年代にかけて、児童合唱団が歌唱する映画やテレビ番組の主題歌が多くみられた。主な曲を下記に列挙する。（）内は番組名と歌手および合唱団名。

### アニメ
- 月光仮面は誰でしょう（正義を愛する者 月光仮面／ボニー・ジャックス、ひばり児童合唱団）
- 鉄腕アトム（鉄腕アトム／上高田少年合唱団）
- 狼少年ケン（狼少年ケン／西六郷少年合唱団）
- スーパージェッター（スーパージェッター／上高田少年合唱団）
- カランコロンの歌（ゲゲゲの鬼太郎（第1作）、（第2作）／加藤みどり、みすず児童合唱団）
- タイムボカンの歌（タイムボカン／山本正之、サカモト児童合唱団）
- 君をのせて（天空の城ラピュタ／杉並児童合唱団）
- さんぽ（となりのトトロ／歌：井上あずみ、杉並児童合唱団）

### 特撮
- ウルトラマンの歌（ウルトラマン／コーロ・ステルラ、みすず児童合唱団）
- ウルトラセブンの歌（ウルトラセブン／ジ・エーコズ、みすず児童合唱団）
- スペクトルマン・ゴーゴー（宇宙猿人ゴリ／みすず児童合唱団、ハニー・ナイツ、スタジオ・オーケストラ）
- ゴーゴー・キカイダー（人造人間キカイダー／秀夕木、コロムビアゆりかご会）
- 進め!ゴレンジャー（秘密戦隊ゴレンジャー／ささきいさお、堀江美都子、コロムビアゆりかご会）

### 人形劇
- ひょっこりひょうたん島（ひょっこりひょうたん島／前川陽子、ひばり児童合唱団）

### 時代劇
- 子連れ狼（子連れ狼／橋幸夫、若草児童合唱団）